# Pierre d'Unspunnen
La Pierre d'Unspunnen (Unspunnenstein en allemand), d’un poids avoisinant les 83,5 kg, est une pierre au cœur d'une compétition de lancer depuis 1805, organisée dans le cadre de la Fête d'Unspunnen et de la Fête fédérale de lutte et des jeux alpestres. Cette épreuve consiste à propulser la pierre à la plus grande distance possible. Le record actuel est de 4,11 mètres.
La pierre originale, datant de 1808, est volée par les autonomistes jurassiens à deux reprises : une première fois en 1984 et une seconde en 2005. Elle demeure introuvable à ce jour. Durant les compétitions, des répliques sont utilisées.

## Historique

### Fête d'Unspunnen
La légende raconte qu'Ida, la fille du seigneur Burkhard d'Unspunnen, propriétaire d'un château situé à quelques kilomètres (de) au sud d'Interlaken (46° 40′ 07″ N, 7° 51′ 26″ E
), aurait été enlevée au XIIe siècle. Des années plus tard, Burkhard retrouve son petit-fils, venu lui rendre visite. Fou de joie, il organise alors de grandes festivités à Unspunnen pour célébrer ces retrouvailles.

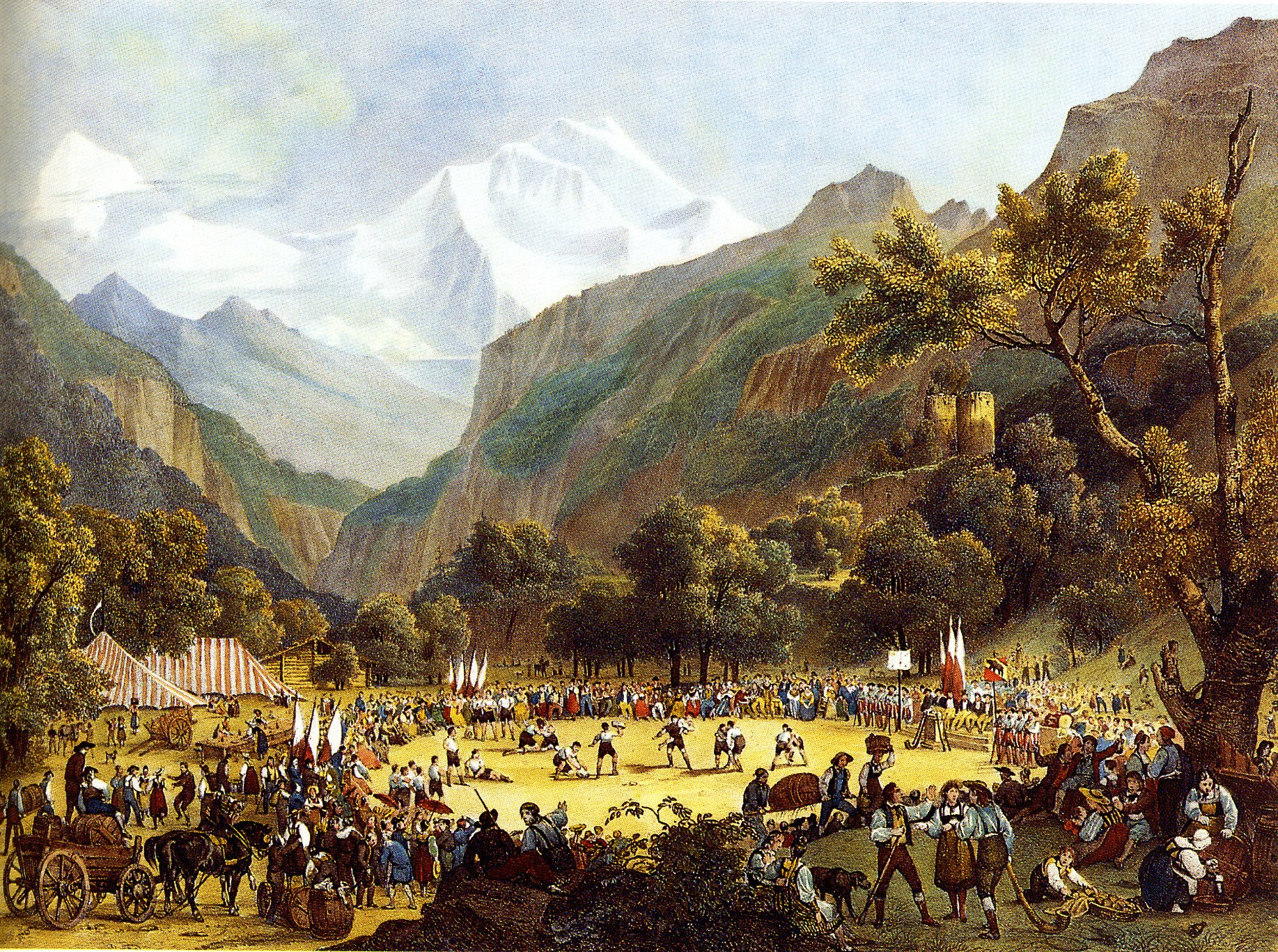
La fête d'Unspunnen de 1808.

Cette légende fournit un prétexte idéal pour organiser une grande fête mêlant concours de lutte suisse, tir, lancer de pierre et orchestre de yodel, dans le but de réconcilier les populations urbaines et rurales. En effet, la région de l’Oberland, qui appartenait au canton de Berne, a été érigée en canton suisse en 1798 lors de l’occupation française de la Suisse. Cependant, l’Acte de Médiation de 1803 a entraîné la réintégration de l’Oberland dans le canton de Berne, un retour à l’ancien régime cantonal mal accepté par la population oberlandaise. La première fête, organisée le 17 août 1805 en présence de près de 3 000 personnes, vise ainsi à apaiser les tensions. C’est lors de ces festivités qu'est organisé le lancer de pierre, dont le but est de propulser une pierre de 184 livres, soit environ 83,5 kg, à la plus grande distance possible.
Une seconde édition des festivités est organisée en 1808, mais la pierre utilisée en 1805 demeure introuvable. Une nouvelle pierre de 184 livres, taillée dans la vallée du Hasli, est donc utilisée pour l'occasion. Cependant, dès 1814, un vent de révolution souffle sur l’Oberland, poussant le Gouvernement bernois à interdire les célébrations, y compris celles d'Unspunnen, qui tombent alors dans l’oubli, tout comme la pierre de 1808.
En 1905, la Fête d'Unspunnen est relancée et réinventée par le premier directeur du tourisme de l’Oberland bernois Adolf Pfahrer, à l'occasion du centenaire de la première édition. Au tout début de l'essor du tourisme moderne, cette édition connaît un véritable succès, attirant de nombreux visiteurs venus de toute l'Europe. Au cours d'une recherche dans la région, la pierre de 1808 a été retrouvée dans la grange d’une famille locale, qui l’utilisait pour aiguiser les faux et se la transmettait de génération en génération. Ayant perdu du poids au fil des années, elle pèse désormais environ 165 livres, soit environ 74,84 kg. Pour l'occasion, les dates de 1805, 1905, 1808 ainsi que son poids en livres, inscrit en chiffres romains (CLXV), y sont gravés. Le 18 avril 1905, Adolf Pfarrer offre officiellement la pierre à la société de gymnastique d'Interlaken.

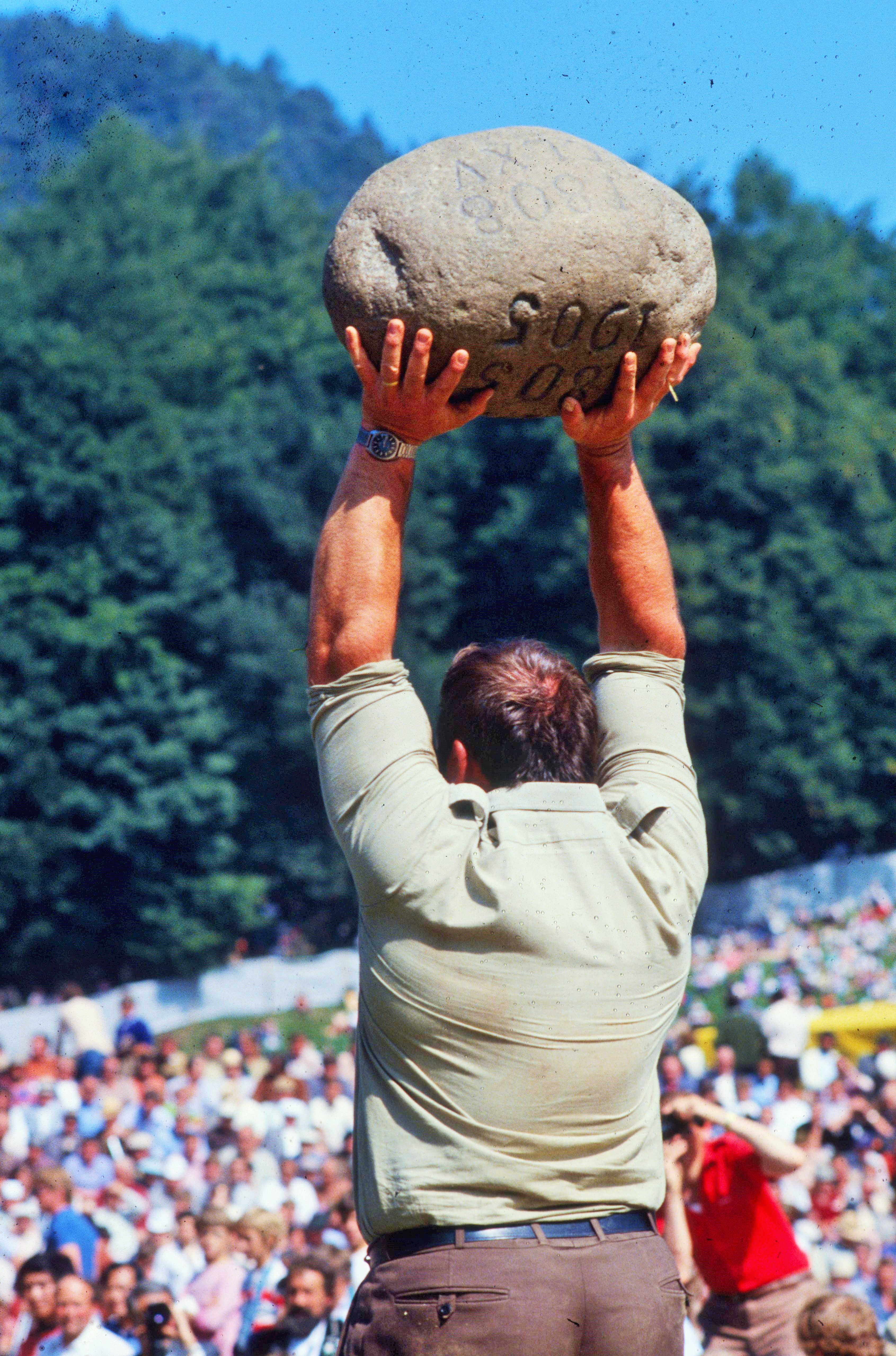
Fête d'Unspunnen de 1981.

D'autres éditions de la fête suivront en 1946, 1955, 1968 et 1981. Lorsqu’elle n'est pas utilisée, la pierre est exposée au Musée du tourisme à Unterseen.
En 1947, la société de gymnastique d'Interlaken prête gracieusement la pierre à l'Association fédérale de lutte suisse, permettant ainsi qu’elle soit également utilisée lors des Fêtes fédérales de lutte et des jeux alpestres.

### Premier vol de la pierre
Le 3 juin 1984, trois membres de l’organisation séparatiste jurassienne du Groupe Bélier se présentent au Musée du tourisme. Tandis que l’un d’eux distrait la caissière, les deux autres montent à l’étage et subtilisent la pierre. Ils prennent ensuite la fuite par une fenêtre, empruntant le balcon situé à l’arrière du bâtiment. Alerté par un riverain, le directeur du musée informe immédiatement la police cantonale bernoise. La pierre est alors chargée dans le coffre d'une voiture qui se dirige vers le Jura. Jean-Marc Baume, ancien animateur du Groupe Bélier entre 1984 et 1985, relate dans Le Quotidien Jurassien que les repérages et la préparation ont été effectués six mois à l'avance et que seules cinq personnes étaient informées de l’action au sein de l’organisation séparatiste.

Dans le cadre de la « Question jurassienne », le Groupe Bélier déclare « retenir en otage » la pierre jusqu'à ce que les districts méridionaux bernois francophones soient rattachés à la République et canton du Jura. En effet, lors du plébiscite jurassien du 23 juin 1974, la population du Jura vote en faveur de la séparation du canton de Berne pour former un nouveau canton. Cependant, le 16 mars 1975, lors du deuxième plébiscite jurassien, les districts de Moutier, Courtelary, La Neuveville et Laufon décident par votation de rester dans le canton de Berne.

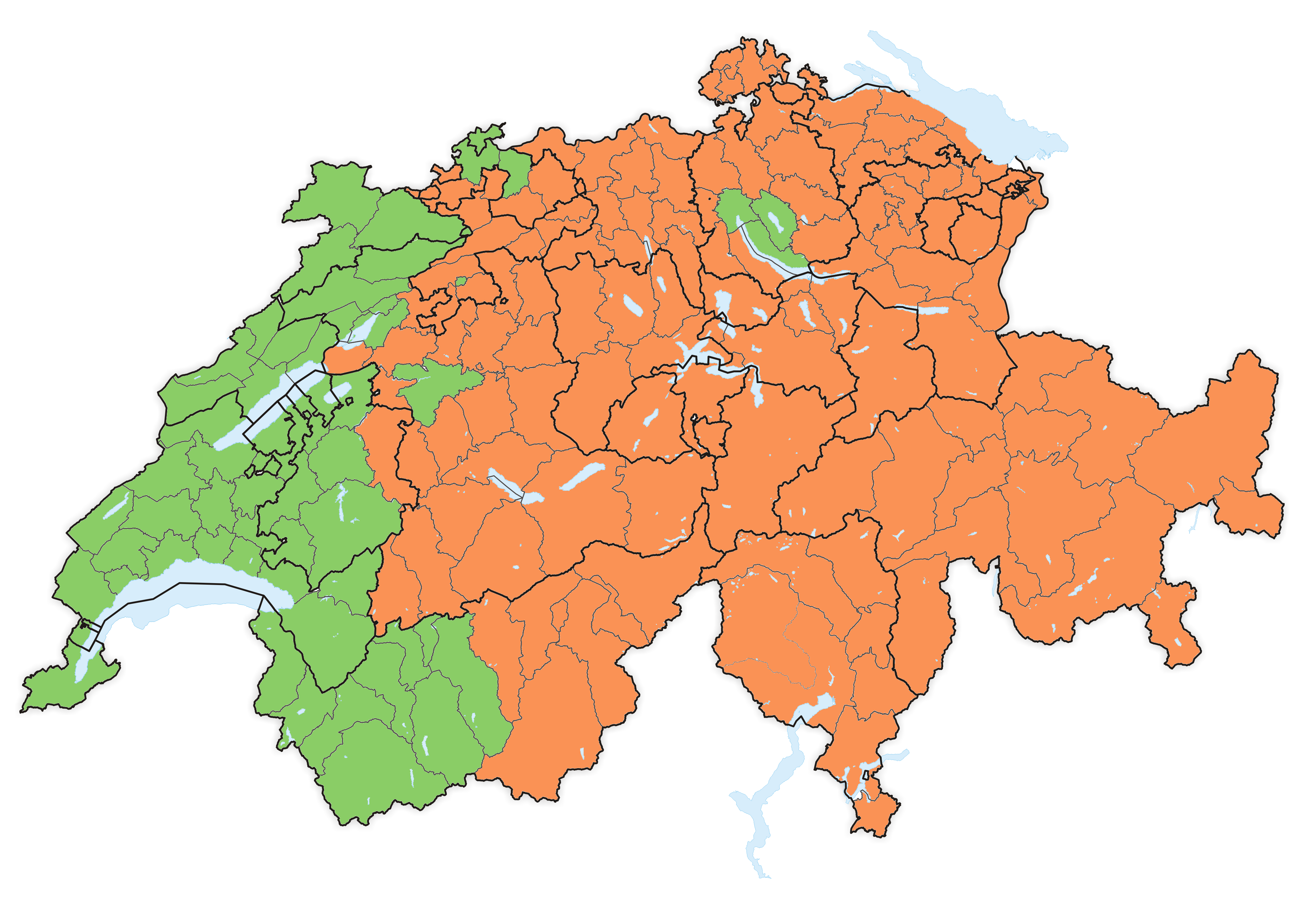
Carte des résultats par district du référendum sur l'adhésion de la Suisse à l'Espace économique européen.

Le 6 décembre 1992, la population suisse est appelée à se prononcer par référendum sur l'adhésion de la Suisse à l'Espace économique européen. À la surprise générale, la majorité du peuple et des cantons rejette cette adhésion, avec 50,3 % de voix opposées. Ce vote révèle clairement le fossé du Röstigraben : les Romands se montrent majoritairement favorables à l’adhésion, tandis que les Alémaniques y sont nettement plus réticents. Furieux du résultat, les autonomistes jurassiens, largement favorables à l'Europe, réagissent vivement. Trois membres du Groupe Bélier décident alors, de manière autonome, d'utiliser cette pierre comme symbole. Après avoir été enterrée pendant huit ans dans les Franches-Montagnes, la troisième pierre dérobée est déterrée et meulée afin d’y graver la date du « 6.12.1992 », douze étoiles européennes, l’emblème du Groupe Bélier, ainsi que l'inscription  « Groupe Bélier ». Leur idée est ensuite de la déposer au Parlement européen, pour dénoncer « l’absurdité » de ce vote et, par ce biais, relancer la Question jurassienne sur la scène internationale. Fin décembre 1992, les trois membres du Groupe Bélier embarquent la pierre dans une voiture, franchissent la frontière franco-suisse à Goumois, et se rendent en Belgique dans l’intention de la déposer aux institutions européennes en janvier 1993. La pierre est temporairement entreposée dans une cave à vin appartenant à leurs alliés autonomistes wallons, près de Charleroi.
Cependant, le projet est brutalement interrompu le 7 janvier 1993, lorsqu’un jeune membre du Groupe Bélier, Christophe Bader (de), se rend à Nydeggstalden (en) avec l’intention de lancer une bombe artisanale contre l’Hôtel de Ville de Berne, pour protester contre la condamnation du séparatiste jurassien Pascal Hêche,. Malheureusement, il trouve accidentellement la mort lorsque la bombe explose dans sa voiture. Cet attentat manqué provoque une vive indignation au sein de l’opinion publique suisse. En conséquence, le Ministère public de la Confédération procède à l’arrestation de trois séparatistes membres du Groupe Bélier, démantèle le Nouveau Front de libération jurassien, interroge plus d’une cinquantaine de personnes, mène une vingtaine de perquisitions et annonce la découverte de 40 détonateurs ainsi que 22 kilogrammes d’explosifs dissimulés dans plusieurs cachettes souterraines réparties dans les Franches-Montagnes.Dans ce contexte tendu, les trois porteurs de la pierre jugent le moment inopportun pour la déposer, et l’idée est finalement abandonnée.
En 1999, après de longues recherches, le photographe Michaël von Graffenried parvient à retrouver les traces de la pierre. Grâce à ses investigations, il réussit à convaincre trois autonomistes wallons de le conduire, les yeux bandés, jusqu'à la cave à vin de Charleroi où la pierre repose. Sa découverte et ses photographies sont publiées dans Schweizer Illustrierte et L'Illustré. Cette retrouvaille ravive l'espoir, dans l'Oberland bernois, de récupérer la pierre. En effet, plusieurs théories circulaient à son sujet parmi la population, telles que l’idée qu’elle avait été fragmentée et vendue en sachets de 50 centimes lors de la Fête du Peuple jurassien, coulé dans le béton de la patinoire de Tramelan, ou encore qu’elle reposait au fond du lac de Thoune. Néanmoins, un comité en faveur de la « récupération de la pierre d'Unspunnen » (« Wiederbeschaffung des Unspunnensteins ») a été constitué en 2000.
Cela fait alors sept ans que la pierre repose dans cette cave à vin, et le propriétaire souhaite s’en débarrasser. Il enjoint les trois membres du Groupe Bélier de venir la récupérer. Début août 2001, le 101ème marché-concours de chevaux de Saignelégier se tient. En marge de la septième Exposition nationale suisse de 2002, Shawne Fielding, ex-Miss Texas et épouse de l’ambassadeur suisse à Berlin, Thomas Borer, est invitée aux festivités. En effet, elle a été désignée comme « ambassadrice » de l'Expo.02. Le samedi 11 août 2001, alors qu'elle prend son repas au Café du Soleil, deux inconnus lui remettent un paquet, soigneusement emballé comme un bonbon géant. Il s'agit de la deuxième pierre d'Unspunnen, dérobée par le Groupe Bélier 17 ans plus tôt. Le lendemain, la société de gymnastique d'Interlaken, qui est propriétaire de la pierre, l'identifie comme étant l'originale. On constate également qu'elle a perdu deux kilos, en raison de ses nouvelles inscriptions. La pierre est officiellement restituée par les autorités jurassiennes à la société de gymnastique d'Interlaken le 14 août 2001. La société explique que la pierre ne sera plus utilisée, mais qu'elle sera désormais exposée de manière permanente au Musée du tourisme. De son côté, le Groupe Bélier, qui réfute toute accusation de complicité ou d'incitation à la restitution de la pierre, exprime sa colère face à cette restitution, tandis qu'une minorité de membres la jugent légitime. Jean-Marc Baume, ancien animateur du Groupe Bélier, évoque la possibilité que ce soient d'anciens membres du groupe qui soient impliqués, tout en dénonçant les actions individuelles, qui peuvent s'avérer fatales, comme dans le cas de Christophe Bader en 1993.

### Deuxième vol de la pierre
Durant l'été 2005, la troisième pierre d’Unspunnen est exposée dans le hall d'entrée du Victoria-Jungfrau Grand Hotel & Spa, à Interlaken, dans le cadre d'une exposition célébrant le bicentenaire de la Fête d'Unspunnen. Cependant, le 20 août 2005, cette pierre est de nouveau dérobée. Les voleurs sectionnent la chaîne qui la retient à l’aide d’une cisaille, enveloppent la pierre dans un drap, puis la transportent jusqu’au parking derrière l’établissement, où un motard la prend en charge. Ce dernier quitte Interlaken et remet la pierre à deux autres complices, qui l’enterrent ensuite à une profondeur de 80 cm près de Wilderswil. Dans les semaines qui suivent, l'accès à la pierre est impossible en raison des graves intempéries frappant la région, notamment la crue de la rivière Lütschine, sortie de son lit. Les ravisseurs doivent ainsi patienter plusieurs semaines avant de pouvoir venir déterrer la pierre pour la déplacer vers une nouvelle cachette. À sa place, dans le hall de l'hôtel, un pavé arborant les armoiries du canton du Jura fut retrouvé. Bien que suspecté, le Groupe Bélier déclara n'avoir aucune complicité avec les voleurs.
En 2009, à l'occasion de l'exposition de sculpture Utopics à Bienne, le Groupe Bélier présente une œuvre annonçant le retour de la deuxième pierre sur le sol bernois. Cette pierre est enfermée dans un alambic, n'étant visible que par un hublot, lequel est orné d'inscriptions politiques en faveur de la réunification. Cependant, les autorités bernoises émettent des doutes quant à l'authenticité de la pierre.
Au cours de l'été 2024, Le Quotidien Jurassien reçoit plusieurs photographies anonymes représentant la deuxième pierre, partiellement enfouie, accompagnée d'un exemplaire du journal daté du 26 août 2024. L'enquête approfondie menée par la journaliste Véronique Erard-Guenot permet de confirmer avec certitude qu'il s'agit de la véritable pierre d'Unspunnen. Celle-ci serait dissimulée quelque part dans le canton du Jura.

### Les différentes répliques
Pour permettre la poursuite de la compétition lors des Fêtes fédérales de lutte et de jeux alpestres et la Fête d'Unspunnen, une réplique de la pierre de 1808, est créée dès 1985. Elle retrouve alors son poids d'origine de 184 livres, soit environ 83,5 kg et est constituée de granit en provenance du Grimsel. Utilisée lors de six éditions de la Fête fédérale, ainsi que lors d'une seule édition de la Fête d'Unspunnen, celle-ci a subi des dommages au cours de ses près de vingt ans de service et a perdu près de 3 kg. Elle est désormais exposée de façon permanente au sein de l'agence UBS d'Interlaken. Elle a été remplacée en 2004 par une deuxième réplique, qui, après avoir participé à deux éditions de la Fête d'Unspunnen et à six éditions de la Fête fédérale, a par la suite développé des fissures. À l'heure actuelle, une troisième réplique, datant de 2022, est en usage.

## Compétition

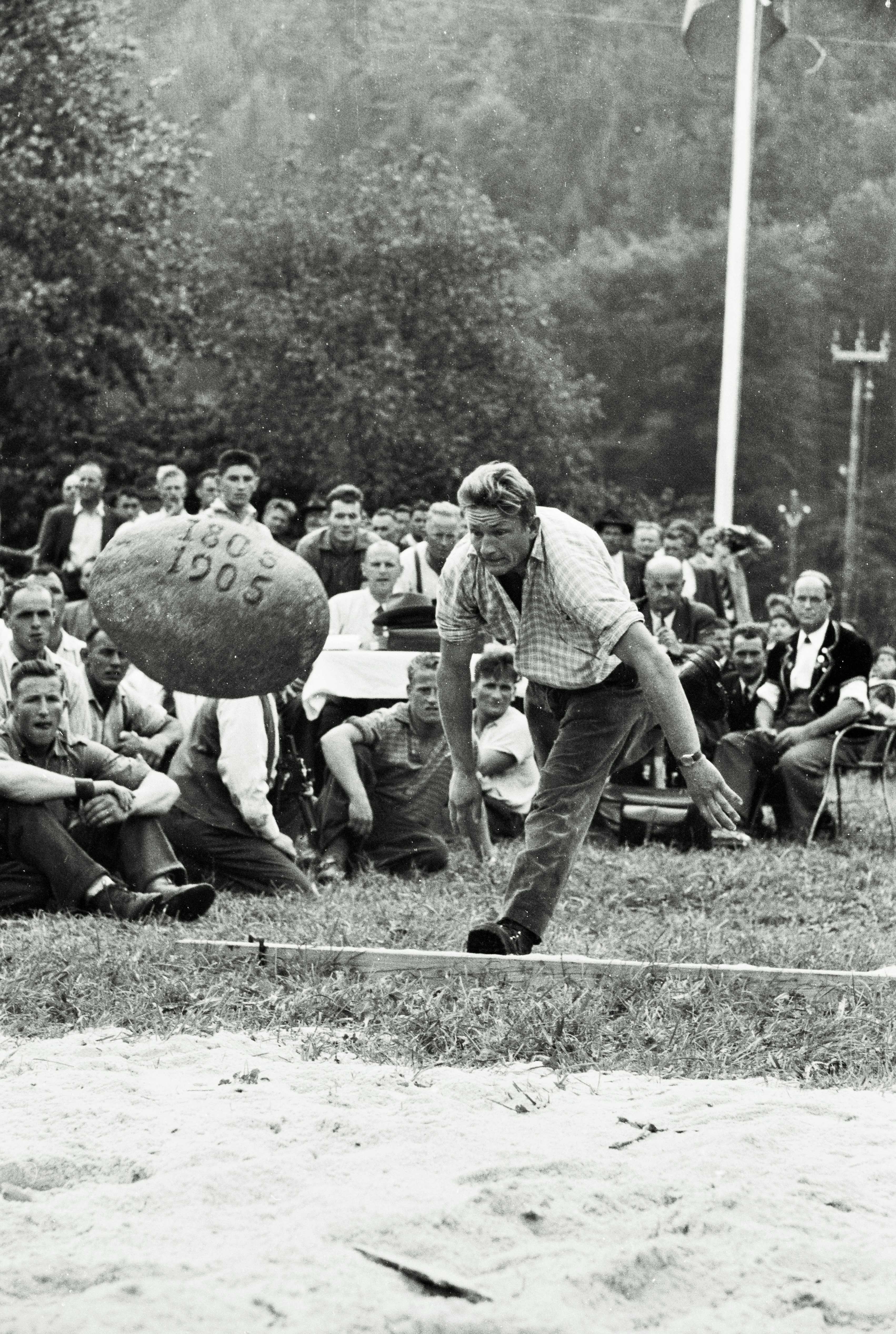
Lancer de la pierre lors de la Fête d'Unspunnen de 1955.

Le lancer de la pierre d'Unspunnen a lieu lors de la Fête d'Unspunnen, organisée tous les six ans, ainsi que lors des Fêtes fédérales de lutte et des jeux alpestres, qui se tiennent tous les trois ans.

Le record officiel, établi en août 2004, est détenu par Markus Maire (de), de Planfayon (FR), avec un lancer de 4,11 mètres.

### Liste des pierres
| Pierres        | Dates de créations | Poids                      | Poids                 | Périodes d'utilisations              | Périodes d'utilisations                                                              | État actuel                                                          |
| Pierres        | Dates de créations | Livres                     | Kilogrammes           | Fêtes d'Unspunnen                    | Fêtes fédérales de lutte et des jeux alpestres                                       | État actuel                                                          |
| -------------- | ------------------ | -------------------------- | --------------------- | ------------------------------------ | ------------------------------------------------------------------------------------ | -------------------------------------------------------------------- |
| Pierre de 1805 | 1805               | 184 livres                 | 83,5 kg               | 1805                                 | Aucune                                                                               | Perdue dans la nature                                                |
| Pierre de 1808 | 1808               | 184 livres puis 165 livres | 83,5 kg puis 74,84 kg | 1808, 1905, 1946, 1955, 1968 et 1981 | 1948, 1950, 1953, 1956, 1958, 1961, 1964, 1966, 1969, 1972, 1974, 1977, 1980 et 1983 | Volée par les autonomistes jurassiens et cachée en terre jurassienne |

| Pierres                            | Dates de créations | Poids      | Poids       | Périodes d'utilisations | Périodes d'utilisations                        | État actuel                                        |
| Pierres                            | Dates de créations | Livres     | Kilogrammes | Fêtes d'Unspunnen       | Fêtes fédérales de lutte et des jeux alpestres | État actuel                                        |
| ---------------------------------- | ------------------ | ---------- | ----------- | ----------------------- | ---------------------------------------------- | -------------------------------------------------- |
| 1ère réplique de la pierre de 1808 | 1985               | 184 livres | 83,5 kg     | 1993                    | 1986, 1989, 1992, 1995, 2001 et 2004           | Endommagée. Exposée dans l'agence UBS d'Interlaken |
| 2ème réplique de la pierre de 1808 | 2004               | 184 livres | 83,5 kg     | 2006 et 2017            | 2007, 2010, 2013, 2016, 2019 et 2022           | Fissurée                                           |
| 3ème réplique de la pierre de 1808 | 2022               | 184 livres | 83,5 kg     | Pas encore utilisée     | Pas encore utilisée                            | Utilisée                                           |

L'actuelle réplique de la pierre est assurée à hauteur de 6 000 francs suisses en compétition et en cas de vol.